# 泰勒斯

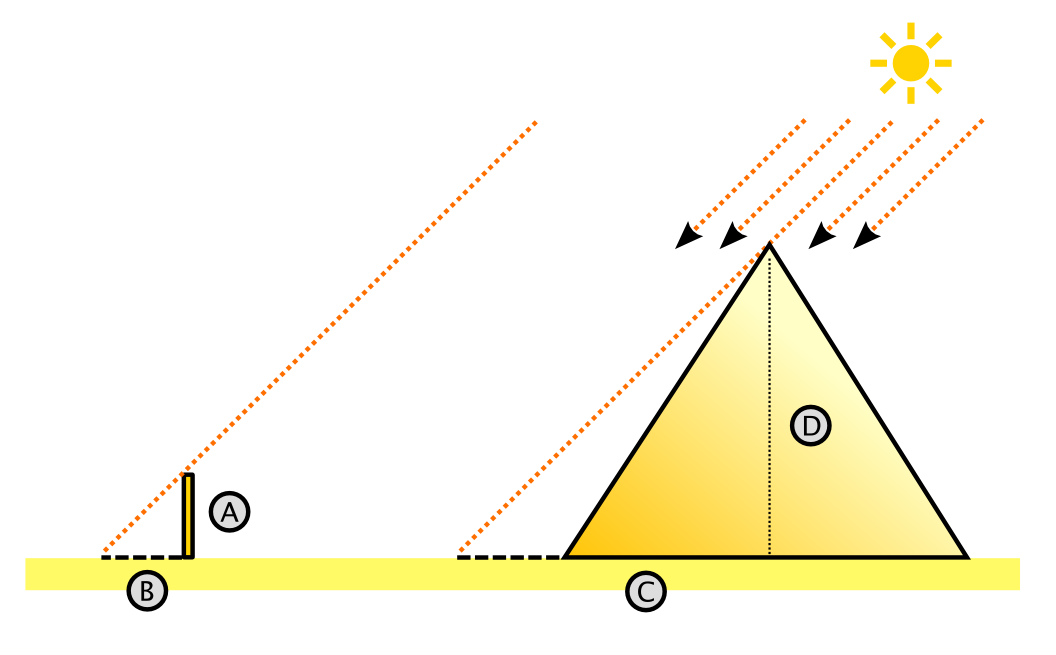
泰勒斯從金字塔的陰影估算出金字塔的高度。圖中，A是木棍長度，B和C分別是太陽照射於木棍和金字塔所形成的陰影的長度。知道A、B和C，就可以計算出金字塔的高度D和陽光與地面的夾角。

泰勒斯（希腊语：Θαλῆς，前624-620年－前548-545年），古希腊古风时期的数学家、天文学家，前苏格拉底哲学家，希腊七贤之一。泰勒斯是米利都学派（Ionian school）的创始人，他与学生阿那克西曼德和阿那克西美尼是最早的伊奥尼亚哲学家。泰勒斯也是历史上记载的第一个用观察和逻辑解释自然现象的人，被后人誉为「科学和哲学之父」。
以泰勒斯为首的前苏格拉底哲学家们对于自然现象和世界的起源有着浓厚的兴趣，他们也因此被称之为phusikoi ‘physicists’。 泰勒斯的成就在于当他致力于解释千变万化的自然现象时，他没有投向神话和传说或者是古时的传统与教条，相反，他通过观察和论证来支持自己的假设从而建立起一个有逻辑支撑的理论。泰勒斯以后的前苏格拉底哲学家们，都相继像泰勒斯一样用科学理性的方式来尝试解释自然现象。据苏格拉底记载，泰勒斯认为宇宙起源于一个基本物质而且这个基本物质也组成了宇宙中所有的物体与生命；通过观察和推理，泰勒斯最终认为这个基本物质是：水。泰勒斯对于物体的移动与变化也提出了自己的假设。他认为所有物体的运动都是由「灵魂」引起的。 泰勒斯曾言，磁铁可以移动铁块是由于磁体含有「灵魂」，而这种「灵魂」存在于整个宇宙中，因为世间万物都是变化的。

## 生平
泰勒斯出生于古希腊位于小亚细亚伊奥尼亚地区的繁荣港口城市米利都。泰勒斯的出生和死亡日期未知，但是据希罗多德记载，泰勒斯预测了前585年5月28日发生的日食。雅典的阿波罗多洛斯的编年史里记载，泰勒斯的生年终于78岁；他在观看第58届奥林匹克比赛期间死于突发心脏病或脱水。泰勒斯的死亡也有另一种说法；第欧根尼.拉尔修曾引用了泰勒斯的学徒阿那克西美尼写给毕达哥拉斯的信，信里描述泰勒斯死因是在夜里走路时专注于看星星而意外跌落陡坡。
他曾游历巴比倫和古埃及，其中在埃及跟當地祭司學習数学知识。根据希罗多德的《历史》记载，他預測到公元前585年5月28日發生的日全食。他能夠估算船隻離岸邊的距離，解释尼罗河泛滥的原因，又能從金字塔的陰影計算出其高度。泰勒斯拒絕倚賴玄異或超自然因素來解釋自然現象，對於科學研究影響深遠，因而被歷史學者尊稱為「科學之父」。數學上的泰勒斯定理以他命名。他對天文學亦有研究，確認了小熊座，指出其有助於航海事業。同時，他是首個將一年的長度修定為365日的希臘人。他亦曾估量太陽及月球的大小，并确定分点与至点的时间。
泰勒斯试图借助经验观察和理性思维来解释世界。他提出了水的本原说，即“水是万物之本原”（Water is the arche），是古希腊第一个提出“什么是万物本原”这个哲学问题的人。
雖然泰勒斯畢生沒有留下任何著作，但是他首创了理性主义精神、唯物主义传统和普遍性原则，並奠定了古希臘哲學的理性主义傳統。因此，他被稱為「第一個哲学家」。此外，他是個多神論者，認為世間充斥神靈。泰勒斯在古希臘被受景仰。據說，阿那克西曼德是他的学生。毕达哥拉斯據聞也曾經拜訪過他，并听从了他的劝告，前往埃及做研究。

## 理论
希腊人经常借用特殊的自然现象解释人格化的神和英雄。相反，泰利斯旨在通过理性假说理解自然变化，解释自然现象。例如，泰利斯解释说：地殼漂浮在水中，地震是地殼被海浪冲击导致的，而不是超自然现象。
泰勒斯在数学方面的划时代贡献则是引入了命题证明的思想。在数学中引入了逻辑证明，以保证命题的正确性，并揭示各定理之间的内在联系，使古代数学开始发展成严密的体系。

## 解释学
在哲學的漫長歷史中，幾乎沒有哲學家或歷史哲學家不提及泰勒斯。他被公认给人类的思想及最初的科學带来了一些新的东西，例如，数学、天文、医学等。泰勒斯补充说这些不同的知识构成一个普遍性的真理。他的著作不是聚焦于传统，而是產生了一个新的领域。
从那时起，好奇的人一直在问什么是新的知识。答案包括至少两个大类，理论和方法。有人将其他哲学家和泰勒斯比较，从而对他们做出区分。

## 影响
泰勒斯影響了其他希臘思想家，因而對西方歷史產生深遠的影響。有些人認為阿那克西曼德是泰勒斯的學生。根据早期的史料，畢達哥拉斯是阿那克西曼德的學生，他年轻时游历了泰雷茲，泰勒斯建議他前往埃及，以進行他的哲學和數學研究。
許多哲學家追随泰勒斯尋找自然的原因，而不是超自然的；其他人寻求超自然的解釋，但他們使用哲學的方法，而非借助于宗教或神話。

## 轶闻
- 仰望星空却掉进井里的哲学家。

一则被记载的关于泰勒斯的轶闻是，他曾因过于专心观察星空而不慎掉入井中，由此他遭到一位风趣的色雷斯侍女嘲笑，说他虽然致力于天上的事物，却忽略了脚下。
——此轶闻被记录在柏拉图的对话录《泰阿泰德篇》174a处，经由苏格拉底之口讲出。
- “只要哲学家们愿意，他们很容易致富；只不过这并不是他们的追求。”

另一则被记载的关于泰勒斯的轶闻是，当时他因为把金钱和时间投入到哲学中而变得贫穷，人们因此指责哲学是一项无用的事业。但他凭借自己的天文学知识早在冬天就预测到了来年的橄榄大丰收，因此他以微小的成本在米利都和希俄斯岛租赁了榨油坊。由于无人竞争，他成功在来年通过出租榨油坊获得了大量利润。由此亚里士多德点评泰勒斯由此证明了“只要哲学家们愿意，他们很容易致富；只不过这并不是他们的追求。”
——此轶闻被记录在亚里士多德的作品《政治学》第一卷第11章1259a处。